# حقوق افراد ترنس در ایران
افراد ترنس از حقوق محدودی در ایران برخوردارند و با تبعیض‌هایی از سوی حکومت جمهوری اسلامی و جامعهٔ ایران روبرو هستند. با ان حال، عمل تطبیق و بازتایید جنسیت برای افرادی که در جلسات مشاوره قبول شوند و بتوانند هزینهٔ عمل را پرداخت کنند برخلاف دیگر کشورهایی که با قوانین اسلامی اداره می‌شوند، در ایران مجاز است.
جراحی‌های مرتبط با شرایط بیناجنسی حداقل از دهه ۱۳۰۰ خورشیدی در ایران انجام می‌شده است و جراید ایران به آن می‌پرداختند.: 252 : 25  دولت شاهنشاهی هیچ سیاست خاصی در قبال افراد ترنس نداشت. بعد از انقلاب، خاصه از اواسط دههٔ شصت، با توجه به فتوای خمینی در تحریرالوسیله (سال ۱۳۴۳) مبنی بر روا بودن «تغییر جنسیت»، عمل تطبیق و بازتایید جنسیت در ایران تسهیل شد.
در ماده ۹۳۹ قانون مدنی ایران گفته شده اگر در شخص میان‌جنسیتی علائم جنسی بر علائم جنسیتی دیگر غالب باشد، شخص تابع احکام جنسیتی است که علائم آن در او غالب است. طبق قانون حمایت از خانواده مصوب سال ۱۳۹۱ متقاضی برای درخواست تطبیق‌جنسیت باید به دادگاه خانواده مراجعه کند. در فقه شیعه که قانون جمهوری اسلامی برگرفته از آن است، ملاک وظایف شرعی هر فرد، جنسیت حقیقی اوست و بر همین اساس نیز ارث به او تعلق می‌گیرد، برای مثال زن ترنس، به اندازه یک زن از ارث سهم می‌برد. همچنین دربارهٔ حدود محرمیت نیز جنسیت حقیقی ملاک عمل است.
تعداد موارد جراحی تطبیق و بازتایید در ایران نسبت به کشورهای اروپایی بسیار بالاتر است. گمان می‌رود این آمار بالا به خاطر اجبار همجنسگرایان به تطبیق و بازتایید جنسیت باشد. مراحل دریافت این مجوز برای افراد ترنس نیز مسیری طولانی و ملال آور است.
جمهوری اسلامی هنوز هویت ترنس را به عنوان یک اختلال روانی طبقه‌بندی می‌کند و هیچ قانونی برای حمایت از افراد ترنس در برابر انگ‌زنی یا جنایات ناشی از تنفر وجود ندارد. همچنین، فشارهای اجتماعی سنگینی بر افراد ترنس وارد می‌شود تا هویت خود را پنهان کنند و آنان باید از قوانین سختگیرانهٔ تفکیک جنسیتی جمهوری اسلامی پیروی کنند. حکومت همچنین جوامع آنلاین ترنس را تحت نظارت و سانسور قرار می‌دهد و نیروی انتظامی به‌طور معمول افراد ترنس را دستگیر می‌کند.

## تاریخچه
شواهدی از وجود جنسیت‌های سوم در تمدن‌های فلات ایران به هزاران سال پیش بازمی‌گردد. مطالعه‌ای در سال ۲۰۱۸ بر روی گورستان‌های تپه حسنلو نشان داد که کشفیات در حدود ۲۰ درصد از مقبره‌ها با توزیع باینری جنسیت [زن-مرد] مطابقت ندارند یا آثاری در آن‌ها بود که نشان می‌دهد افراد مدفون با لباس زنانه نقش‌های مردانه انجام می‌دادند (یا برعکس). همچنین در این محوطه یک کاسه کشف شد که تصویر مردی ریش‌دار با لباس زنانه را نشان می‌دهد که روی زمین نشسته است. این حالتی است که معمولاً در نگاره‌شناسی محلی برای زنان اختصاص داشت.
جراحی‌های مرتبط با شرایط بیناجنسی حداقل از دههٔ ۱۳۰۰ خورشیدی در ایران انجام می‌شده است و جراید ایران به آن می‌پرداختند.: 252 : 25  اما دولت شاهنشاهی هیچ سیاست خاصی برای سرکوب یا حمایت از افراد ترنس نداشت.
از اولین فقیهان شیعه که با این موضوع روبه‌رو گشت و به استنباط و فتوا پرداخت، روح‌الله خمینی بود که در سال ۱۳۴۳ در اثر فقهی خویش تحریرالوسیله، این موضوع را ذیل عنوان مسائل مستحدثه به استنباط نشست، و در ضمن ده مسئله، جوانب مختلف این موضوع را به بحث و بررسی گرفت و به روا بودن اصل تطبیق و بازتایید جنسیت فتوا داد.
پس از این فتوا، موضوع تطبیق و بازتایید جنسیت در قلمروی مسائل نوآمد فقه اسلامی شیعی جای گرفت. البته اظهارنظر از سوی فقها دربارهٔ آن همچنان مسکوت بود، تا اینکه مریم خاتون ملک‌آرا در سال ۱۳۶۴ نزد خمینی رفت و با بیان این استدلال که از نظر روانی خود را یک زن می‌داند، از او برای تطبیق و بازتایید جنسیت کسب تکلیف کرد و خمینی پس از تأیید پزشکان متخصص، به او اجازه چنین کاری را داد. از آن پس مسئله تطبیق و بازتایید جنسیت از نظر حقوقی و فقهی در ایران تسهیل شد و باب گفتگوی حقوقی و فقهی دربارهٔ آن باز شد. به گزارش گاردین، این بار فتوا فقط دربارهٔ دوجنسی‌ها (هرمافرودیت‌ها) نبود بلکه افراد ترنس را در بر می‌گرفت.

## در قانون
در ماده ۹۳۹ قانون مدنی ایران، اگر در شخص خنثی (هرمافرودیت) علائم جنسیتی بر علائم جنسیت دیگر غالب باشد، شخص تابع احکام جنسیتی است که علائم آن در او غالب است.
در قانون حمایت از خانواده مصوب سال ۱۳۹۱ در فصل اول، ماده ۴ بند ۱۸ تأکید شده است که برای درخواست تغییر جنسیت فرد باید به دادگاه خانواده مراجعه کند.
می‌توان گفت به‌طور کلی در قراردادهایی که نوع جنسیت اثر حقوقی ندارد، تطبیق و بازتایید جنسیت نیز فاقد اثر حقوقی خواهد بود و در قراردادهایی که نوع جنسیت نقش اساسی دارد (مانند ازدواج) قرارداد از تاریخ تطبیق و بازتایید جنسیت باطل می‌شود و بر حقوق مکتسب پیش از آن اثری نخواهد داشت.
برخی مراکز خصوصی از متقاضیان تطبیق و بازتایید جنسیت حمایت مالی می‌کنند. گفته می‌شود کمیته امام به برخی افراد برای انجام عمل وام بدون بهره می‌دهد. همچنین سند شناسایی (شناسنامه و گواهینامه رانندگی) با جنسیت جدید برای افراد صادر می‌شود.
دربارهٔ سند شناسایی (شناسنامه)، هیئت عالی دیوان عمومی ایران در حکمی اعلام کرده است «درخواست تغییر نام صاحب سند سجلی از حیث جنسیت (ذکور به اناث یا بالعکس) از مسایلی است که واجد آثار حقوقی می‌باشد و … رسیدگی به آن در صلاحیت محاکم دادگستری است.»

## تبعیض‌ها
گزارشی در سال ۲۰۱۶ توسط سازمان بین‌المللی برای حقوق اقلیت‌های جنسی اوت رایت اکشن حاکی است که «ایرانیان ترنس همچنان با تبعیض جدی و سوء رفتار در هر دو حوزهٔ قانون و عمل مواجه هستند و به ندرت با آنها به عنوان اعضای برابر جامعه رفتار می‌شود» و اینکه «جامعه ترنس ایران با فشار از سوی بازیگران حکومتی و غیرحکومتی مواجه است، از رفتارهای خصمانه عمومی تا اعمال خشونت شدید، خطر دستگیری، بازداشت و پیگرد قانونی.» این گزارش اشاره کرد که نیروی انتظامی اغلب هر فردی را که مظنون به ترنس بودن باشد دستگیر می‌کند و تا زمانی که مشخص شود فرد دستگیر شده به‌طور قانونی به عنوان ترنس شناخته شده است، در بازداشت نگه داشته می‌شود. جمهوری اسلامی همچنین زنان ترنس را بارها به دلیل عدم رعایت حجاب اسلامی شلاق زده است.
افراد ترنس از خدمت در ارتش ایران محروم هستند و کارت‌های معافیت خاصی توسط ارتش برای آنها صادر می‌شود.
در جامعهٔ ایرانی، هنوز فشار اجتماعی زیادی بر مفهوم ترنس و تغییر جنسیت وجود دارد و به اکثر افراد ترنس بعد از اتمام روند گذار توصیه می‌شود که گذشتهٔ خود را پنهان نگه دارند. افراد ترنس با تبعیض شغلی، طرد شدن از خانواده و جامعه، سوء رفتار پلیس و افسردگی مواجه هستند. مطالعه‌ای در سال ۲۰۲۱ در نشریهٔ مراقبت‌های بهداشتی زنان نشان داد که ۹۲ درصد از زنان ترنس در ایران با خشونت کلامی یا عاطفی و بیش از ۷۰ درصد با خشونت فیزیکی مواجه شده‌اند. این مطالعه همچنین نشان داد که بیشتر افراد این خشونت را به نیروی انتظامی گزارش نمی‌دهند و معتقدند که گزارش دادن بیهوده است. اکثر شرکت‌کنندگان در مطالعه‌ای در سال ۲۰۱۸ در مجلهٔ کیفیت و کمیت، «تجربهٔ متهم شدن، دستگیری و آزار جسمی توسط نیروی انتظامی» را داشتند و با تبعیض در محل کار، از جمله اخراج به دلیل ترنس بودن، مواجه شدند.

## در فقه
برخی حقوق‌دانان و فقیهان اصطلاح «خنثای روانی» را برای افراد ترنس، که جنسیتشان به اشتباه به آن‌ها منتسب شده، به کار می‌برند؛ و برخی به جای «تغییر جنسیت»، تطبیق و بازتایید جنسیت را پیشنهاد می‌دهند.
عالمان دینی سه گونه نظر داده‌اند: مشروعیت مطلق، مشروعیت مشروط و ممنوعیت مطلق. بسیاری از فقیهان اهل سنت، نظیر قرضاوی، کلیساهای مسیحی و برخی فقهای شیعه با عمل تغییر جنسیت مخالفند و آن را تغییر در خلقت خدا می‌دانند اما از نظر فقهای شیعه، دلیل شرعی از قرآن کریم یا روایات اسلامی، مبنی بر حرام بودن تغییر جنسیت وجود ندارد و از آن جایی که این عمل باعث می‌شود ترنس‌ها از بیماری‌های سخت روحی و جسمی و فشارهای اجتماعی خلاص شوند، تغییر جنسیت، تغییر در خلقت خدا محسوب نمی‌شود. محالفان تغییر جنسیت، این عمل را تغییر در خلقت خدا می‌دانند که براساس آیه ۱۱۹ سوره نساء حرام است، اما موافقان تغییرجنسیت بر اساس تحقیقات فقهی دربارهٔ شأن نزول این آیه و آیات قبل و بعد از آن، استدلال می‌کنند که محتوای این آیه اشاره به رسم دوران جاهلیت داشته که گوش شتری را که بار پنجم زایمان کرده، می‌بریدند و وقف بت می‌کردند. از سوی دیگر همه فقیهان این عمل را در صورت اضطرار جایز می‌دانند حتی اگر آن را فی‌نفسه حرام بدانند. همچنین به عقیدهٔ موافقان تغییر جنسیت، همهٔ کارهای روزمره نوعی تغییر در خلقت خداوند است (مانند سوزاندن هیزم) ولی بی‌معنی است که آن‌ها را حرام دانست. از سوی دیگر، با تغییر جنسیت، نفس انسان تغییر نمی‌کند و در نهایت تنها صفت وی تغییر می‌کند. همچنین موافقان تغییر جنسیت به «اصل حلیت» (هر کاری حلال است مگر آنکه دلیل صریحی بر حرام بودن آن در قرآن و روایات باشد) و «قاعده تسلیط» (اختیار انسان بر مال و بدن خود) برهان می‌کنند.
فقه شیعه در کنار پذیرفتن تطبیق و بازتایید جنسیت، ملاک‌هایی را هم دربارهٔ هویت تازه فرد و وظایف شرعی او تعیین کرده است. بر این اساس، ملاک وظایف شرعی هر فرد، جنسیت حقیقی اوست و بر همین اساس نیز ارث به او تعلق می‌گیرد، برای مثال زن ترنس، به اندازه یک دختر از ارث سهم می‌برد. همچنین دربارهٔ حدود محرمیت نیز جنسیت حقیقی ملاک عمل است. سید روح‌الله خمینی در تحریرالوسیله می‌گوید «ظاهر آن است که تغییر جنس مرد به زن به سبب عمل و برعکس آن، حرام‌نیست» از این رساله، مشروعیت مطلق تغییر جنسیت در نظر خمینی برمی‌آید. فتوای خمینی دربارهٔ آزادی تغییر جنسیت در اسلام از سوی سید علی خامنه‌ای، رهبر کنونی ایران هم تأیید شده است.

### وضعیت کنونی
بر خلاف دیگر کشورهای اسلامی، در ایران تطبیق و بازتایید جنسیت برای افرادی که در مصاحبه‌های روان‌شناسی قبول شوند و بتوانند هزینهٔ عمل را پرداخت کنند مجاز است. هزینه‌ای دستکم برابر با ۲۰۰۰ پوند. بسیاری از افراد ترنس از کشورهای اروپای شرقی و کشورهای عربی برای انجام عمل تطبیق و بازتایید جنسیت به ایران سفر می‌کنند.
تعداد موارد عمل تطبیق و بازتایید جنسیت در ایران نسبت به کشورهای اروپایی بسیار بالاتر است (مثلاً ۲۵۰ در برابر ۴۰ مورد) زیرا در ایران همجنس‌گرایی کاملاً ممنوع است. قانون ایران همجنس‌گرایی را بر اساس قرآن ممنوع می‌داند و جرمی محسوب می‌شود که گاه مجازات مرگ دارد. اما در اروپا و آمریکای شمالی همجنس‌گرایی آزاد و قانونی است. افراد ترنس همجنس‌گرا نیستند. افراد ترنس بر خلاف همجنس‌گرایان از جدایی بدن و روح رنج می‌برند و معتقدند بدنشان به روح آن‌ها تعلق ندارد. اما همجنس‌گرایان چنین نیستند. این افراد در اروپا می‌توانند زندگی آزادانه‌ای داشته باشند در حالی که در ایران تحت فشارند تا عمل تغییر جنسیت انجام دهند. دگرباشان جنسی در ایران از کمبود آگاهی رنج می‌برند. آن‌ها در خانواده و جامعه با بدرفتاری مواجه می‌شوند که فشار روانی را بر آن‌ها افزایش می‌دهد و موجب بالا رفتن تعداد موارد عمل جراحی می‌شود. همچنین در کشورهای دیگر که سبک زندگی همجنسگرایی و دوجنس‌گرایی آزاد است، نیمی از آن‌ها با هورمون درمانی و پوشیدن لباس جنس دلخواه به رضایتمندی رسیده و از انجام جراحی صرف نظر می‌کنند اما در کشورهای اسلامی مانند ایران، که همجنسگرایی جرم است و از نظر فرهنگی پذیرفته نیست، فشار روانی و اجتماعی زیادی بر این افراد وجود دارد. علاوه بر این، در جوامع سنتی و کشورهای در حال توسعه، بر پیروی از نقش‌های جنسیتی زنانه و مردانه بیشتر از دیگر نقاط تأکید می‌شود. ممکن شدن عمل جراحی تغییر جنسیت موجب شده است که جامعهٔ دگرباشان جنسی در ایران که پیشتر هراسان، مخفی و زیرزمینی بودند، دیده شود. رو آمدن این مسئله موجب بازاندیشی حاکمان شیعه ایران نسبت به مواضع صلب سنتی در مسائل جنسی شده است. همچنین دانشگاهیان شیعه در پی مطالعات بیشتر دربارهٔ این پدیده‌اند. چنان‌که برخی نتیجه‌گیری کرده‌اند که «نفس انسان حفظ می‌شود… تغییر تنها در صفت‌ها است». در جامعه ایرانی برخورد مناسبی با این موضوع نمی‌شود. پزشکان در تعیین بیمارستان برای عمل جراحی مشکل دارند زیرا افراد ترنس در جامعه «منحرف» دانسته می‌شوند و مسئولان بیمارستان‌ها برخوردی منفی دارند.
رشد نرخ تغییر جنسیت در ایران لزوماً نشان دهندهٔ پیشرفت مثبتی در جهت حقوق دگرباشان جنسی نیست. عمل تغییر جنسیت به عنوان «درمان» برای افراد «بیمار» و دچار «اختلال» در نظر گرفته می‌شود و در مواردی به عنوان تنها گزینهٔ محدود شرعی برای دگرجنس‌گرا کردن افراد همجنس‌گرا. اما همچنان رابطه با هم‌جنس پذیرفته شده نیست و ممنوع است. همچنین در ایران بین زنان و مردان دگرباش تفاوت وجود دارد: اگر یک مرد مانند زنان رفتار کند، به دیده تحقیر به او نگاه می‌کنند. اما اگر دختری مانند مردان رفتار کند و لباس مردانه بپوشد، دارای شخصیت قوی شمرده شده و به او احترام می‌گذارند. پذیرش متقاضیان ترنس مرد به زن در جامعه با موانع فرهنگی اجتماعی و خانوادگی بیشتری روبه‌رو است.
روند درمان در ایران با استانداردهای پزشکی و روان‌پزشکی بین‌المللی تطابق کافی ندارد و شرایط «زندگی همه‌جانبه در قالب نقش جنسی مقابل» برای متقاضیان تغییر جنسیت ناقص انجام می‌شود. در برخی پژوهش‌ها، نارضایتی پس از عمل دیده می‌شود. محدودیت در اجرای مرحلهٔ «زندگی در نقش مقابل» از درمان استاندارد، بیشتر به دلیل مشکلات فرهنگی اجتماعی و خانوادگی پذیرش این افراد (به‌ویژه ترنس زن) است و نیازمند بسترسازی گستردهٔ فرهنگی و اجتماعی می‌باشد.